# 中国共产主义青年团北京市委员会
中国共产主义青年团北京市委员会，简称共青团北京市委，是中国共产主义青年团在北京市的地方组织机构，接受中国共产党北京市委员会和中国共产主义青年团中央委员会的领导。主要负责青年工作。